# Territoires occupés par Israël

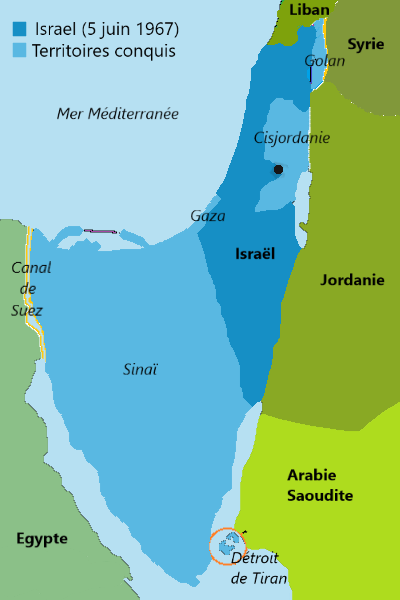
Territoires occupés par Israël après la guerre des Six Jours de 1967 : Sinaï, détroit de Tiran, bande de Gaza, Cisjordanie, Jérusalem-Est, et Golan.

Les territoires occupés par Israël désignent toutes les zones occupées militairement et civilement par Israël, soit par le passé, soit encore aujourd'hui. Ces occupations (menant parfois à des annexions unilatérales) sont jugées illégales par la Cour internationale de Justice, et condamnées par la très grande majorité de la communauté internationale,,.
L'expression trouve son origine dans la résolution 242 du Conseil de sécurité des Nations unies du 22 novembre 1967, prévoyant le retrait d’Israël « de territoires occupés » en échange de la reconnaissance de l'État d'Israël par tous les États de la région. Ces territoires sont ceux qui ont été conquis lors de la guerre des Six Jours : les territoires palestiniens de la bande de Gaza et de Cisjordanie (dont Jérusalem-Est), le plateau du Golan syrien et le Sinaï égyptien. De même, le Sud-Liban fut occupé après l'invasion israélienne de 1982.
Le Sinaï a cessé d'être occupé en 1979, quelques enclaves de Cisjordanie après 1993, le Sud-Liban en 2000, et la bande de Gaza entre 2005 et 2023. En revanche les territoires palestiniens restent très majoritairement occupés, dont Jérusalem-Est, de même que le plateau de Golan syrien et quelques territoires libanais.

## Sinaï égyptien
Occupé depuis 1967 par Israël après sa victoire lors de la guerre des Six Jours, le Sinaï est restitué en 1979, dans le cadre d’un traité de paix avec l’Égypte.

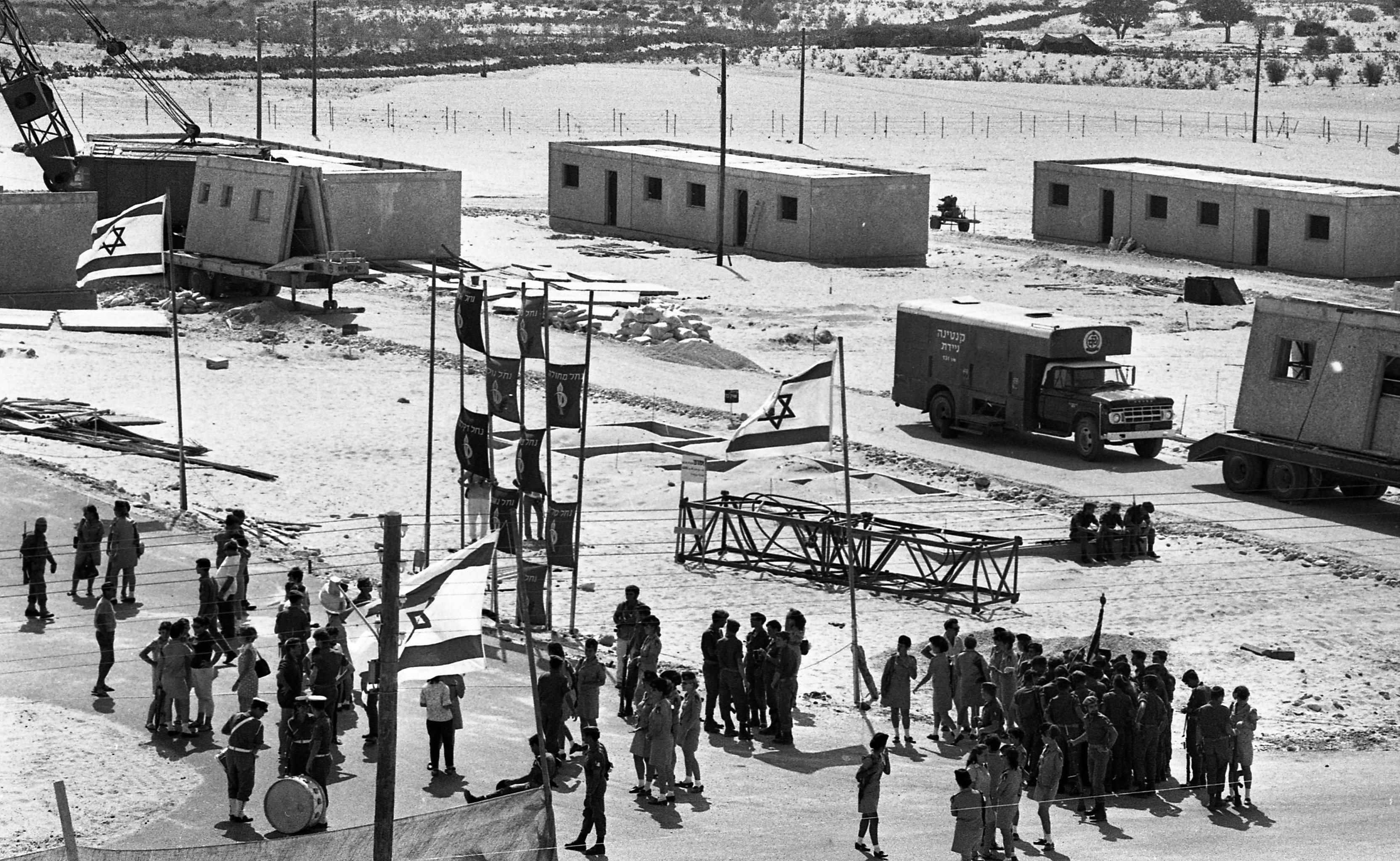
Construction par le Nahal de la colonie militaire de Dikla (en), au nord du Sinaï égyptien, le 13 juillet 1969.
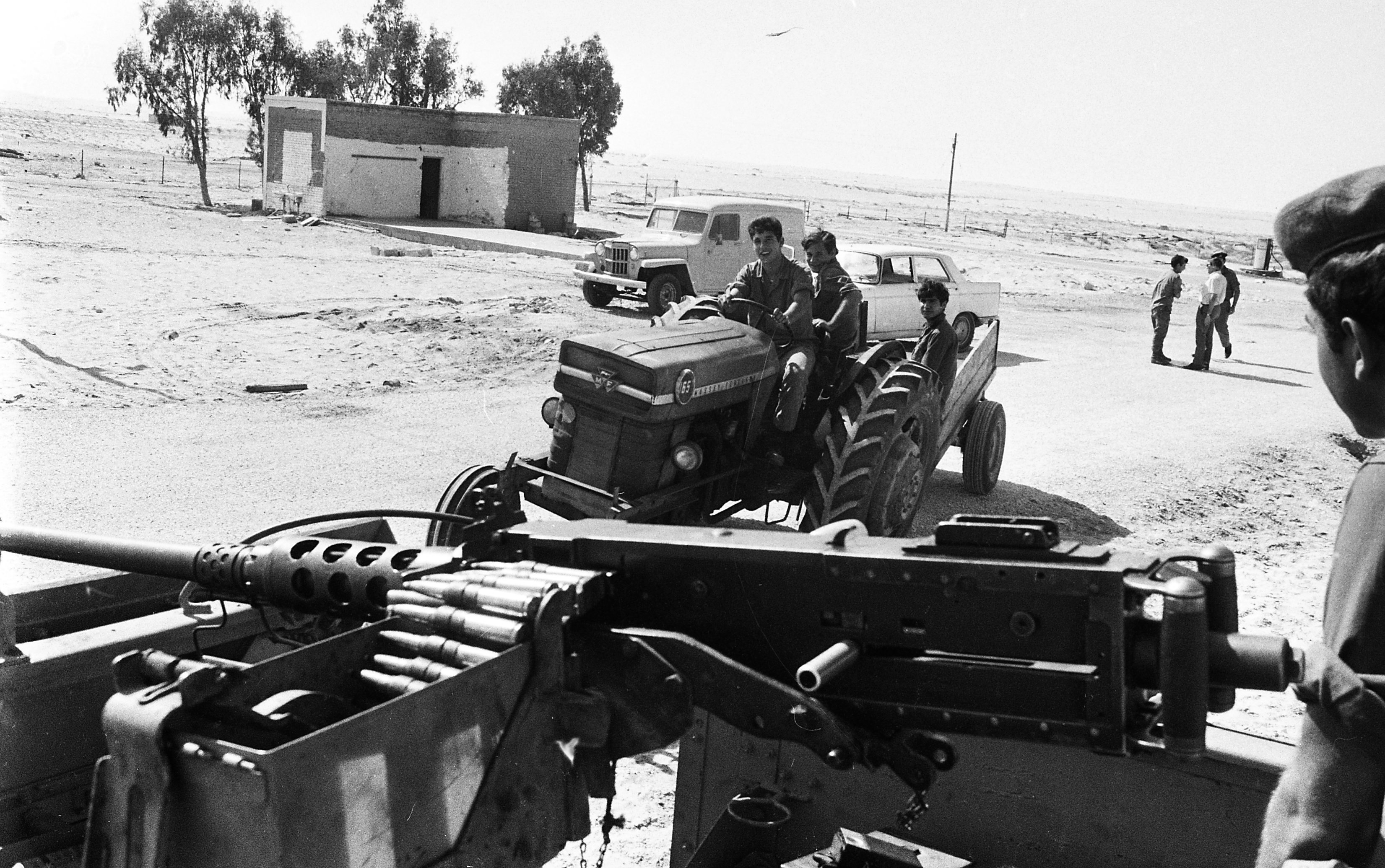
La colonie militaro-agricole israélienne de Nahal Yam (en), 1969.
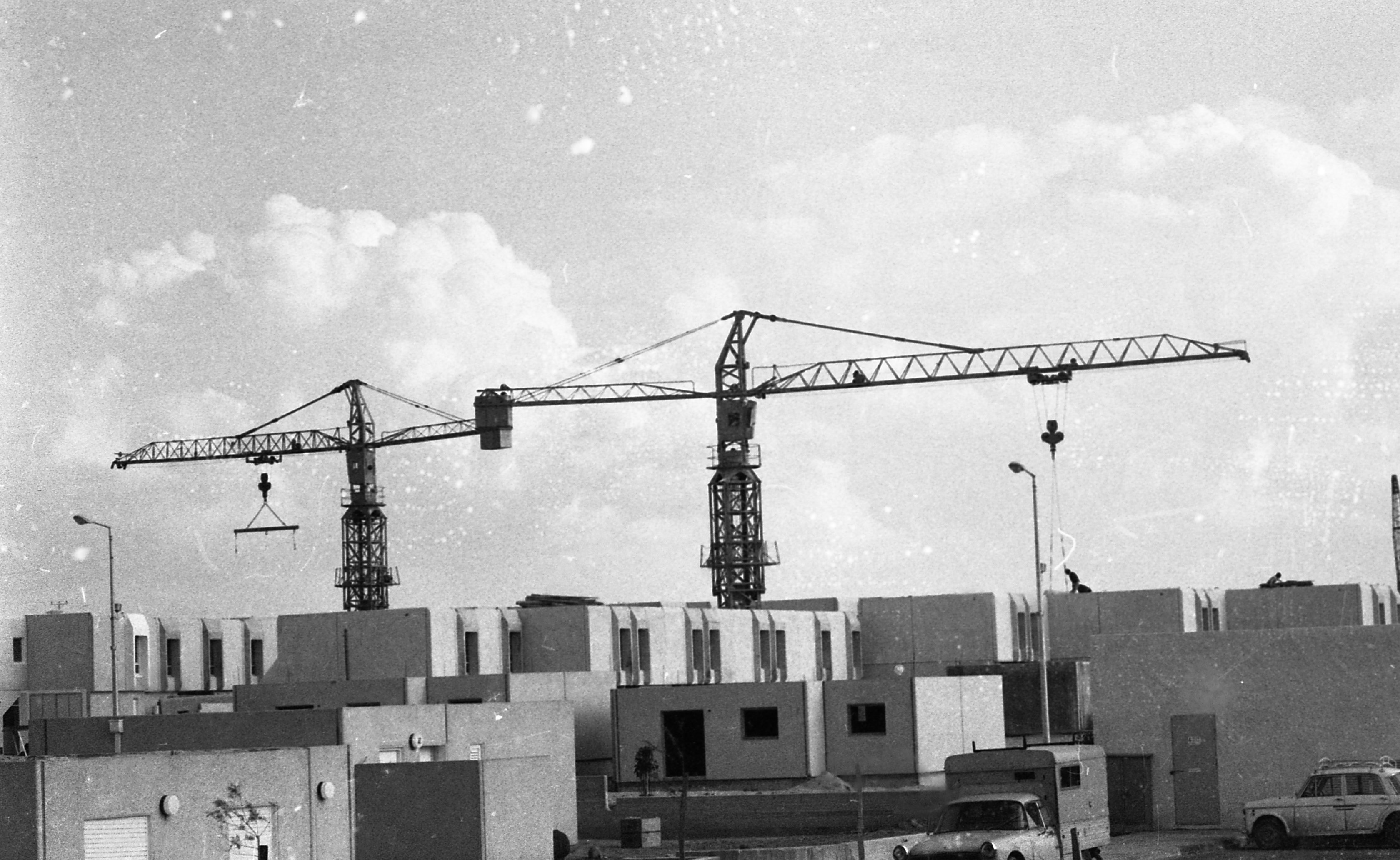
Constructions dans la colonie israélienne de Yamit, en 1977.

## Golan syrien

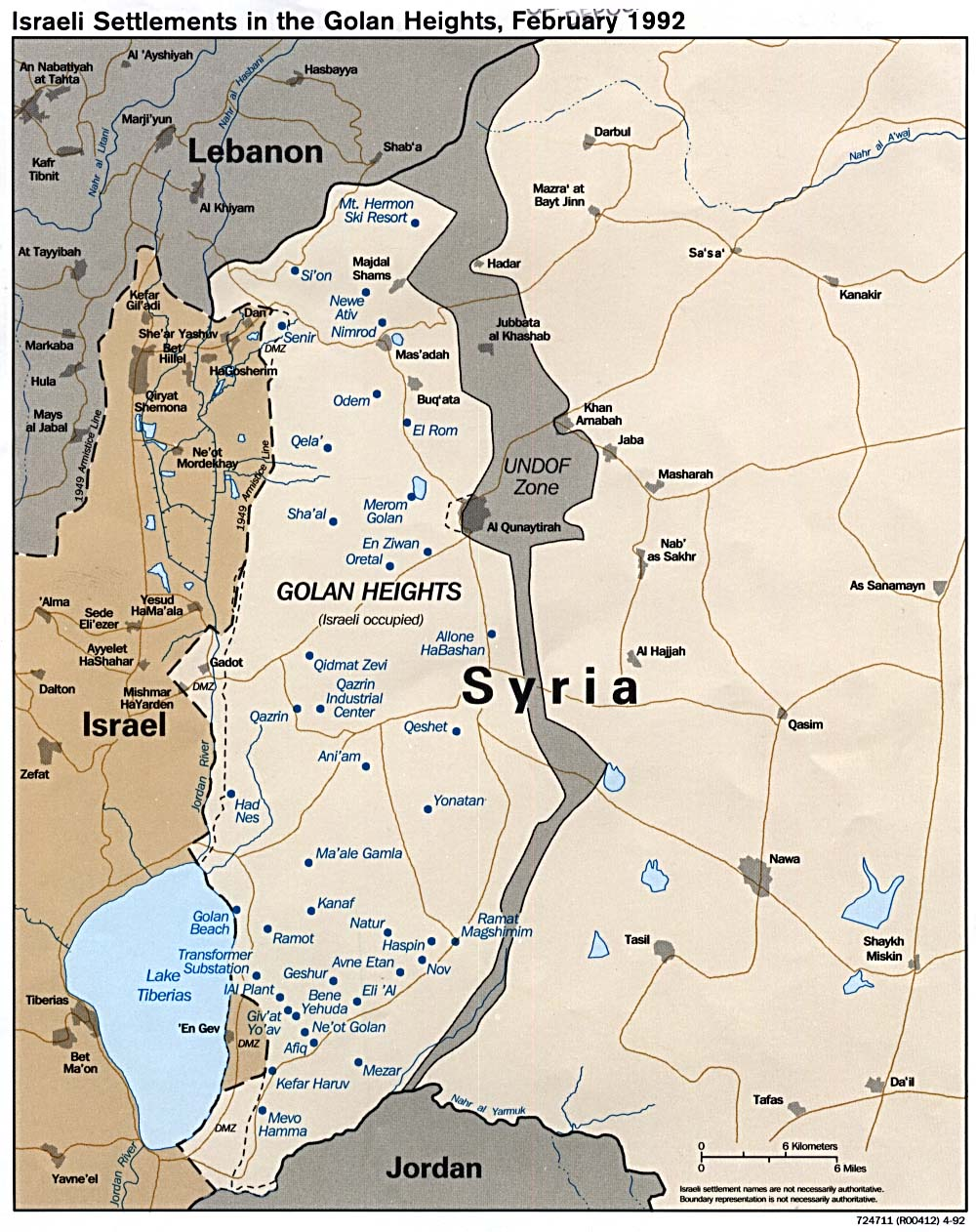
Carte des colonies israéliennes dans le Golan occupé, 1992.

### Occupé et colonisé depuis 1967 puis annexé en 1981
Le Golan est un plateau montagneux situé en Syrie. Occupé par Israël depuis 1967, ce territoire est ensuite annexé unilatéralement par le gouvernement israélien à la suite de la loi votée par les députés israéliens (63 voix pour sur 120) le 14 décembre 1981. 

Conquête du plateau par l'armée israélienne.
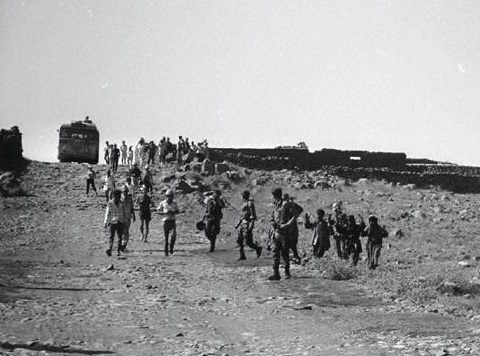
Expulsion de civils syriens par les soldats israéliens, 1967.
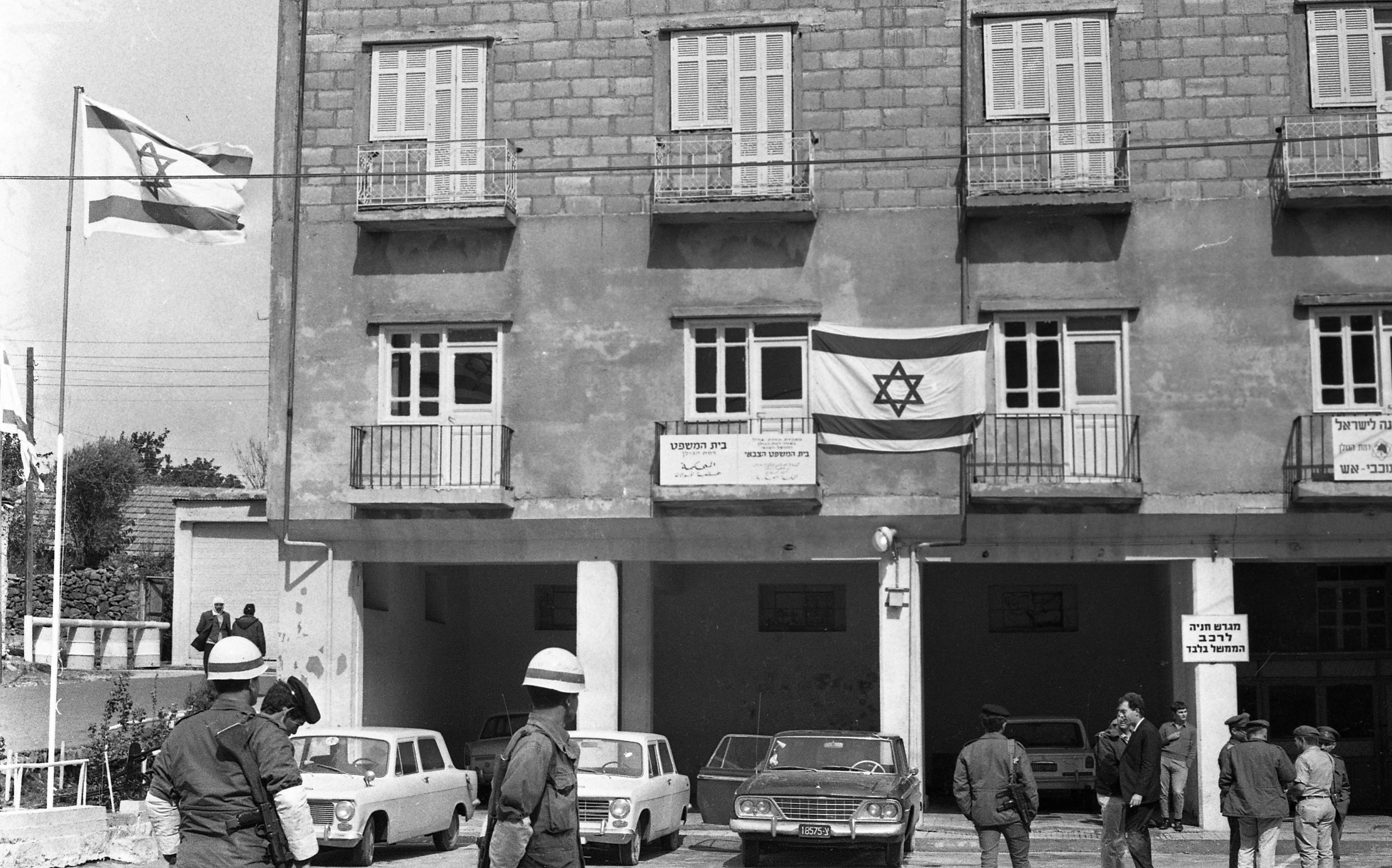
Quartier général de la police militaire à Qouneitra sous occupation israélienne, 1969.
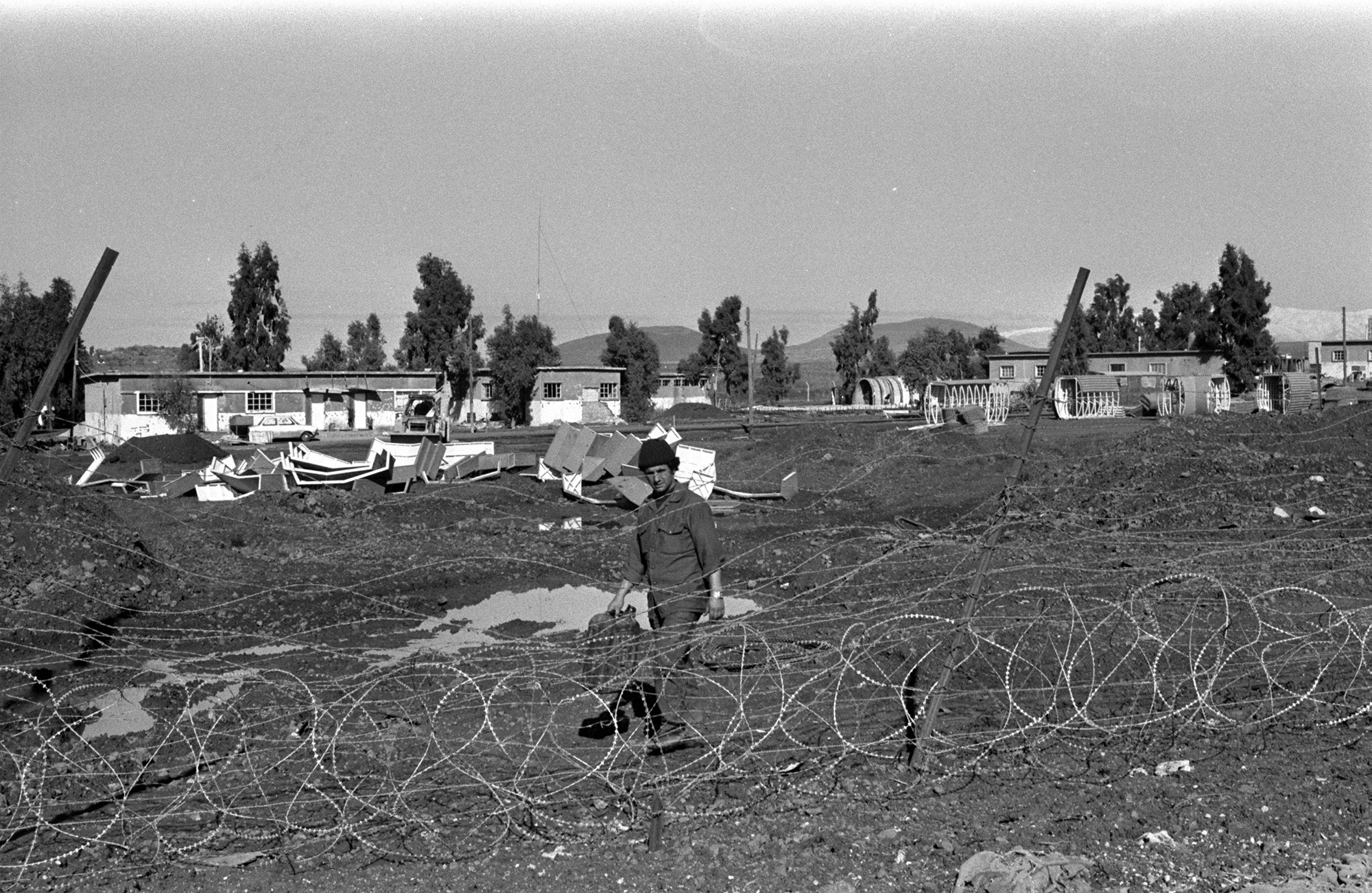
Construction de la colonie israélienne de Keshet (en), en 1975.

### Extension de l'occupation en décembre 2024

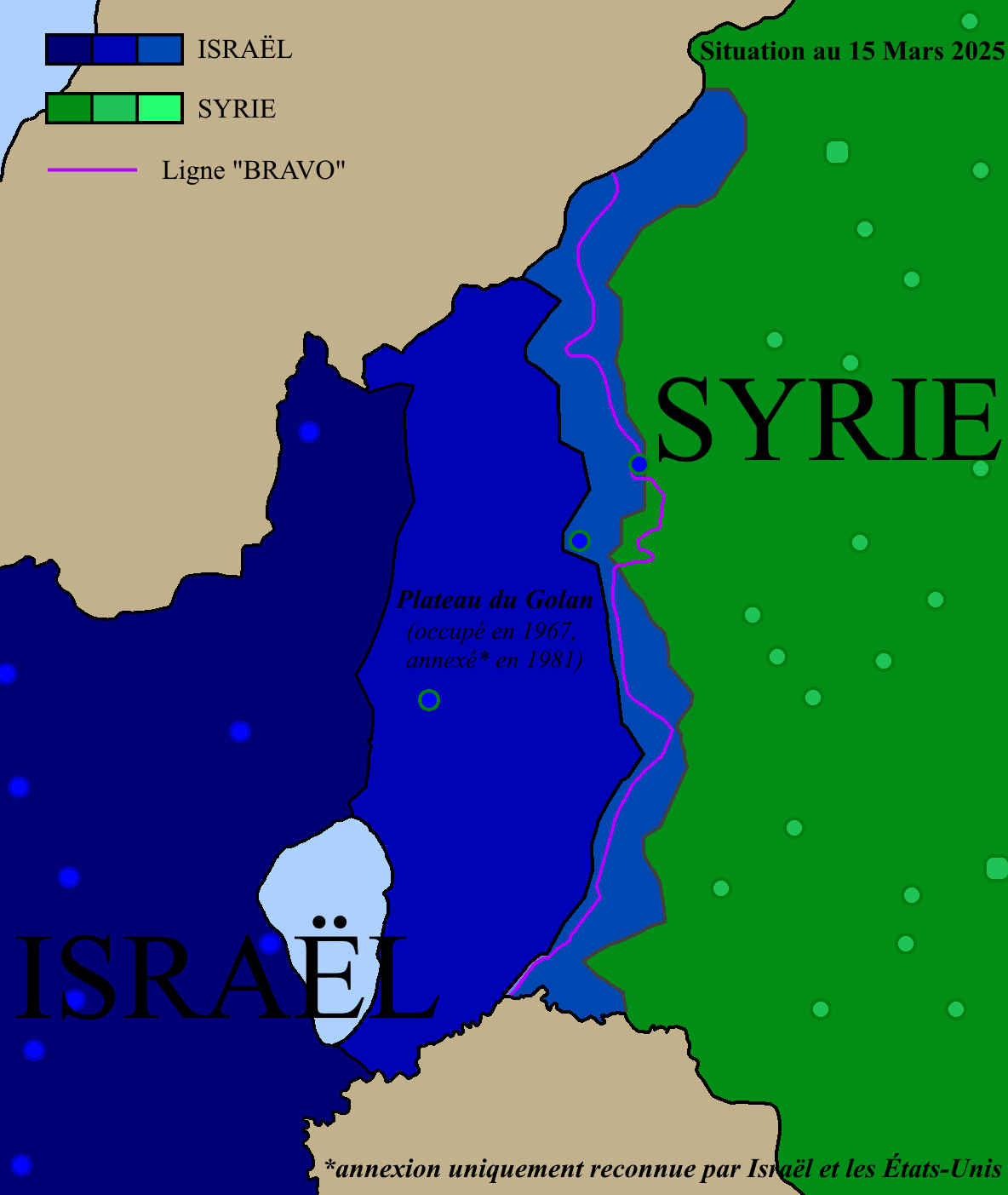
Carte de l'extension de l'occupation israélienne du Golan depuis 2024.

Le 8 décembre 2024, avant même la chute du régime de Bachar el-Assad, l'armée israélienne se déploie dans une partie supplémentaire du Golan, la zone tampon, située entre la partie occupée par l’Etat hébreu et le territoire syrien,. Mise en place en 1974, sont déployés sur place un millier de soldats appartenant à la Force des Nations unies chargée d’observer le désengagement (Fnuod). Selon l’ONU, la présence de l’armée israélienne dans la zone tampon du Golan est une « violation » de l’accord de 1974. 
Le 9 décembre 2024, à l’occasion de sa première conférence de presse depuis trois mois, le premier ministre israélien Benyamin Netanyahou déclare que la partie du plateau du Golan syrien annexée appartient à Israël « pour l’éternité ». Puis, le 15 décembre 2024, son gouvernement approuve un projet visant à doubler la population des colons juifs dans la partie du Golan syrien annexée par Israël. Actuellement, environ 30 000 citoyens israéliens vivent dans 34 localités du Golan annexé, auxquels s'ajoutent 23 000 druzes se revendiquant pour la plupart syriens.  

## Territoires libanais
En 2000, le retrait israélien du Sud-Liban, occupé depuis l'invasion de 1982, n'est pas considéré comme complet par le Hezbollah et le gouvernement libanais. Les territoires dont la libération est réclamée sont les fermes de Chebaa et les villages de Ghajar et Kfarchouba,.

## Territoires palestiniens

En rouge, les territoires partiellement autonomes ; en hachuré, la zone C, entièrement contrôlé par Israël ; et en blanc, Jérusalem-Est.

L’expression « Territoires palestiniens » ou « Territoires palestiniens occupés » désigne les territoires issus de la partition de la Palestine mandataire britannique et dévolus à la constitution d'un État arabe, et qui sont occupés par Israël après la Guerre des Six Jours en 1967. Ils comprennent la Cisjordanie (incluant Jérusalem-Est) et la Bande de Gaza.

### Cisjordanie
En 1993, à la suite de l'Accord intérimaire sur la Cisjordanie et la bande de Gaza, il est convenu qu'Israël se retire partiellement de certaines enclaves. La Cisjordanie est alors partagée en trois zone. La zone A (18 % de la superficie en 2025) passe sous l'administration civile et policière, mais pas militaire, de l'Autorité palestinienne. Autour de cette zone, la zone B (22 % en 2025) est sous administration partagée, civile par l'Autorité palestinienne, et policière par Israël. Enfin, la zone C (60 % de la Cisjordanie), est sous contrôle total d'Israël et inclut l'ensemble des colonies israéliennes.
Toutefois, selon la Cour internationale de justice, ce processus de retrait israélien est resté « partiel et limité ». Même en ce qui concerne les zones A et B, la souveraineté palestinienne est symbolique depuis la seconde intifada (2000-2005) : l'armée israélienne y circule librement. L'économie de ces deux zones est aussi sous tutelle, le budget de l'Autorité palestinienne étant constitué au deux tiers des taxes collectées par Israël puis reversées sous conditions. De plus, l'Autorité palestinienne ne dispose pas de la politique monétaire, dans la mesure où en l'absence de monnaie palestinienne, c'est le shekel israélien, le dollar américain et le dinar jordanien qui servent aux transactions.

### Bande de Gaza
En 2005, Israël met fin unilatéralement et sans concertation à son occupation militaire de la bande de Gaza, de même que sont détruites les 21 colonies civiles peuplées d'environ 9000 Israéliens. Le retrait des colons s'accompagne de violences contre les Palestiniens, notamment les massacres à Siloh et à Shefa Amr qui font huit morts. De plus, la fin de l'occupation n'est pas considérée comme totale par les observateurs internationaux dans la mesure où Israël continue d'exercer un contrôle sur la bande de Gaza, notamment sur le registre d’état civil, les eaux territoriales, l'espace aérien, et les frontières terrestres du Nord et de l'Est de la bande de Gaza,.
Ce territoire est gouverné par le Hamas depuis sa victoire aux élections palestiniennes de 2006 puis au conflit intra-palestinien l'opposant au Fatah en 2007. La bande de Gaza est depuis soumise à un blocus de la part d'Israël et de l'Égypte. 
Dans le contexte de la guerre menée par Israël depuis 2023, à la suite de l'attaque du 7 octobre, la bande de Gaza est à nouveau envahie par l'armée israélienne. En août 2025, 86,3% de son territoire est sous occupation militaire. Au même moment, le gouvernement israélien dirigé par Benyamin Netanyaou annonce son intention d'occuper la totalité de l'enclave palestinienne.